# Modesto Molina
Modesto Molina Menacho (ur. 21 września 1967 w Pailón) – boliwijski piłkarz grający na pozycji napastnika. Wraz z Oriente Petrolero zdobył mistrzostwo kraju w 1990 roku. Uczestnik Copa America 1991. W wieku 30 lat zakończył karierę z powodu poważnej kontuzji kolana.